# Sola fide
Sola fide is een Latijnse uitdrukking die betekent door het geloof alleen.
De 16e-eeuwse Reformatie onder leiding van onder meer Maarten Luther en Johannes Calvijn gaf hernieuwde inhoud aan deze theologische gedachte. Alleen door het geloof is een zondaar rechtvaardig voor God, zo vond de Reformatie. Het principe van sola fide stond voor de Reformatie tegenover goede werken als bijdrage aan de verlossing van mensen, zoals dat het geval zou zijn bij de Rooms-Katholieke Kerk. De Reformatie wees dit echter af. 
Tegenover de Rooms-Katholieke Kerk beleed de Reformatie dat alleen het geloof tot behoud leidt. De Rooms-Katholieke Kerk ziet het behoud en de redding onlosmakelijk verbonden met het geloof, vervolmaakt in het lidmaatschap van die Kerk en het gebruik van de sacramenten. Tevens beroven volgens de rooms-katholieke leer ernstige zonden (doodzonden) gelovigen van de genade en zijn werken/daden dus zeker van invloed op het heil, evenals de menselijke vrije wil.
Sola gratia (Alleen door genade) · Sola fide (Alleen door het geloof) · Sola scriptura (Alleen door de Schrift/de Bijbel) · Solus Christus (Alleen Christus) · Soli Deo gloria (Alleen aan God de eer)